# Kriya
Kriya's (Sanskriet, actie, daad, inspanning) zijn in hatha-yoga lichamelijke reinigingstechnieken. Van kriya's wordt beweerd, dat ze het menselijke lichaam reinigen door het prikkelen van de afscheidingsmechanismen van het lichaam. In bepaalde yogarichtingen hebben kriya's een andere betekenis, waaronder bepaalde oefeningsseries.

## Kriya's volgens de Hatha yoga pradipika
In de Hatha yoga pradipika worden zes (shat) kriya's genoemd, ook wel shatkarma's genoemd. Dit zijn de belangrijkste kriya's, hoewel het selectie is uit een ontelbaar aantal:
| Kriya       | Omschrijving                                  |
| ----------- | --------------------------------------------- |
| Trataka     | Kaarsenstaren vanaf ongeveer 1-3 meter        |
| Neti        | neusreiniging                                 |
| Kapalabhati | een snelle ademhaling, ook wel vuurademhaling |
| Dhauti      | maagreiniging                                 |
| Nauli       | darmreiniging                                 |
| Basti       | klysma                                        |

Binnen het hindoeïsme en de hatha-yoga is de zin van deze oefeningen terug te zien in de overtuiging dat het lichaam de tempel van de ziel is en dat deze tempel rein gehouden moet worden. Tijdens de oorsprong van deze rituelen was het geen vanzelfsprekendheid, zich te wassen, spoelen en smeerophopingen te verwijderen. Tegenwoordig gaat men er voornamelijk van uit, dat er hier geen spirituele achtergronden een rol spelen, maar meer praktische redenen, zoals de gezondheid.
In yoga gaat het ook om het leven in evenwicht met de guna's. Dit bepaalt dat een yogi niet te scherp moet eten, gezien de scherpte te activerend (raja) is. Om het lichaam daarom toch vrij van ziekteverwekkers te houden, zouden de kriya's moeten worden beoefend.
In de Hatha yoga pradipika, naast de Upanishad, de Bhagavad gita en Patanjali's Yogasoetra's een belangrijke grondtekst voor yoga, staat verder beschreven dat de kriya's alleen bestemd zijn voor dikke en trage mensen, gezien slanke mensen een goed functionerende stofwisseling zouden hebben.
Kriya's zijn omstreden en kunnen gevaarlijk zijn. Zowel in India als in het Westen zijn er yogascholen die de reinigingstechnieken wel en die ze niet uitoefenen en verschillen de meningen of de kriya's in de huidige tijd nog van waarde zijn.

## Andere betekenissen van Kriya
In bepaalde yogarichtingen wordt met kriya's ook oefeningsseries bedoeld. De soort kriya kan dan sterk verschillen per yogaschool. Hieronder vallen ook de spontane bewegingen die ontstaan bij het oproepen van kundalini-energie. Sommige kriya's zouden uiteindelijk een andere functie hebben gekregen als asana of pranayama in hatha-yoga.
Enkele specifieke kriya's zijn:
- Kriya-yoga, dat in brede zin verwijst naar de specifieke vorm van yoga die in de moderne tijd werd geherintroduceerd door Swami Lahiri Mahasaya en populair werd in het Westen door Swami Paramahansa Yogananda.
- Kriya-yoga verwijst ook naar specifieke yoga-uitoefening die onderwezen wordt door Swami Satyananda Saraswati in de Satyananda-yoga.
- Outer tantras is de kriya-yoga die in gebruik is in het Tibetaans boeddhisme.
- Sudarshan kriya, een proces van ademhalingtechnieken, onderwezen door Sri Sri Ravi Shankar.
- Techniques of Knowledge is een set van vier kriya's die wordt onderwezen door Prem Rawat.